# ويلهلم فون كريست
ويلهلم فون كريست (بالألمانية: Wilhelm von Christ)‏ هو لغوي ألماني، ولد في 2 أغسطس 1831 في Geisenheim ‏ في ألمانيا، وتوفي في 8 فبراير 1906 في ميونخ في ألمانيا.